# Aloe modesta
Aloe modesta är en grästrädsväxtart som beskrevs av Gilbert Westacott Reynolds. Aloe modesta ingår i släktet Aloe och familjen grästrädsväxter. Inga underarter finns listade i Catalogue of Life.